# Ol'ga Vasjukova
Ol'ga Petrovna Vasjukova (in russo Ольга Петровна Васюкова?; Mosca, 8 maggio 1980) è una sincronetta russa.

## Palmarès

### Olimpiadi
- 1 medaglia:
  - 1 oro (Sydney 2000 a squadre)